# Маргарет Мацантини
Мàргарет Мацантѝни (на италиански: Margaret Mazzantini) е италианска актриса, драматург, сценаристка и писателка на произведения в жанровете „драма“ и „любовен роман“.

## Биография и творчество
Маргарет Мацантини е родена на 27 октомври 1961 г. в Дъблин, Ирландия. Баща ѝ, писателят Карло Мацантини, е италианец, а майка ѝ, художничката Ан Донъли, е ирландка. Има по-голяма сестра – актрисата Джизелда Володи. Семейството пътува с дъщерите си между Испания, Ирландия и Мароко, докато накрая се установява в Тиволи близо до Рим.
След като завършва класическа гимназия, през 1982 г. се дипломира в Националната академия за драматично изкуство „Силвио д'Амико“ в Рим.
В сезон 1982/83 печели награда „Убу“ – най-важната театрална награда в Италия като дебютираща актриса за театралните си интерпретации в „Ифигения в Таврида“ на Еврипид и „Спасената Венеция“ на Томас Отуей. През следващите години се въплъщава в редица героини от пиесите на Чехов, Стриндберг и Софокъл. Изиграва множество роли в театъра, киното и телевизията.
През 1987 г. се омъжва за актьора и режисьора Серджо Кастелито. С негова подкрепа решава да реализира мечтата си да пише.
Първият ѝ роман Il Catino Di Zinco („Коритото от цинк“) е публикуван през 1994 г. Той печели Националната литературна награда „Рапало-Каридже“ за писателки и литературната награда „Селекция Кампиело“.
През 1995 г. пише пиесата Manola, играейки в нея заедно с Нанси Брили под режисурата на Кастелито. През 1998 г. текстът излиза под формата на роман.
През 1999 г. излиза Libero Burro – първият филм, режисиран от Серджо Кастелито, в който тя фигурира като актриса и сценаристка.
През 2001 г. е издаден романът ѝ Non ti muovere („Не мърдай!“, на бълг. издаден като „Чуй ме“). Той печели наградите „Стрега“, „Гринцане-Кавур“ и „Рапало-Каридже“. През 2004 г. романът е екранизиран от Серджо Кастелито във филма „Не мърдай!“ с участието на Пенелопе Крус. През същата година Мацантини публикува Zorro. Un eremita sul marciapiede („Зоро. Отшелник на тротоара“), базиран на нейния театрален монолог от 2000 г.
На 28 май 2003 г. е удостоена със званието на Дама на Ордена за заслуги към Италианската република по инициатива на Президента на републиката.
Следва международният ѝ бестселър Venuto al mondo („Да дойдеш на света“) от 2008 г., който представлява портрет на майчинството, загубата и изкуплението в раздирания от конфликти град Сараево. Романът печели наградата „Кампиело“ за 2009 г. Той е екранизиран през 2012 г. в едноименния филм на Серджо Кастелито с участието на Пенелопе Крус и Емил Хърш.
През 2010 г. излиза филмът La bellezza del somaro („Красотата на магарето“), режисиран от Серджо Кастелито, чийто сценарий е написан от него.
През 2011 г. е публикуван романът ѝ Nessuno si salva da solo („Никой не се спасява сам“), който също става бестселър и получава литературната награда „Флаяно“. През 2015 г. е екранизиран в едноименния филм на Серджо Кастелито с участието на Жасмин Тринка и Рикардо Скамарчо.
Също така през 2011 г. излиза романът ѝ Mare al mattino („Сутрешно море“), носител на наградите „Чезаре Павезе“ и „Матеоти“.
През 2013 г. излиза последният ѝ роман Splendore („Прелест“).
През 2017 г. излиза Fortunata – филм по неин сценарий, режисиран от Серджо Кастелито. Тя е сценаристка и на филма Il materiale emotivo („Емоционалният материал“), който излиза през 2021 г., режисиран и интерпретиран от Серджо Кастелито, който играе главния герой Винченцо.
На 2 юни 2022 г. е удостоена със званието на Офицер на Ордена за заслуги към Италианската република.
Книгите ѝ са преведени на 35 езика, включително и на български.

## Личен живот
От 1987 г. е омъжена за актьора и режисьора Серджо Кастелито (род. 1953 г.), от когото има четири деца: Пиетро, Мария, Анна и Чезаре. Живее със семейството си в Рим.

## Произведения

### Самостоятелни романи
- Il Catino Di Zinco (1994)
- Manola (1998)
- Non ti muovere (2001)
Чуй ме, ИК „Колибри“, София (2006), прев. Бояна Петрова
- Zorro. Un eremita sul marciapiede (2004)
- Venuto al mondo (2008)
Да дойдеш на света, ИК „Колибри“, София (2012), прев. Иво Йонков
- Nessuno si salva da solo (2011)
Никой не се спасява сам, ИК „Колибри“, София (2015), прев. Вера Петрова
- Mare al mattino (2011)
Утринно море, ИК „Колибри“, София (2023), прев. Иво Йонков
- Splendore (2013)
Прелест, ИК „Колибри“, София (2017), прев. Вера Петрова

## Филмография

### Кино
- Antropophagus (1980), реж. Джо Д'Амато
- La vocazione di Suor Teresa (1982), реж. Брунело Ронди
- Un caso d' incoscienza (1984), реж. Емидио Греко
- Una fredda mattina di maggio (1989), реж. Виторио Синдони
- Nulla ci può fermare (1992), реж. Антонело Грималди
- Il sogno della farfalla (1992), реж. Марко Белокио
- Quando le montagne finiscono (1994), реж. Даниеле Карначина
- Il cielo è sempre più blu (1995), реж. Антонело Грималди
- Festival (1996), реж. Пупи Авати
- Il barbiere di Rio (1996), реж. Джовани Веронези
- Libero Burro (1999), реж. Серджо Кастелито
- Non ti muovere (2004), реж. Серджо Кастелито

### Телевизия
- Un delitto (1984), реж. Салваторе Ночита
- Il cuore di mamma (1987), реж. Джоя Бенели
- Delitti e caviale (1990), реж. С. Кърт
- Un cane sciolto 2 (1991), реж. Джорджо Капитани
- Il commissario Corso (1991), реж. Джани Лепре

### Сценарии
реж. Серджо Кастелито
- Libero Burro (1999)
- Не мърдай!, Non ti muovere (2004)
- La bellezza del somaro (2010)
- Да дойдеш на света, Venuto al mondo (2012)
- Nessuno si salva da solo (2015)
- Fortunata (2017)